# Яшалта
Яшалта (калм. Яшалта) — село в Калмикії в Росії, адміністративний центр Яшалтинського району, утворює Яшалтинське сільське муніципальне утворення. Населення — 4 851 осіб (2002).

## Географія
Лежить поблизу озера Манич-Гудило. До найближчого великого міста Городовиковськ близько 32 км на південний захід. До столиці Калмикії Елісти — 240 км на схід.

## Історія
Засноване естонськими переселенцями в 1877 році під назвою Есто-Хагінське (ест. Eesti-Haginsk).
1945 року перейменовано на Степове, а в 1956 році — на Яшалту.

## Особистості

### Народилися
- Лембіт Перн — генерал.
- Горшкова Лідія Михайлівна (нар 1938) — українська вчена-агроном, селекціонер, доктор сільськогосподарських наук (1994), професор (2002), старший науковий співробітник (1981).

### Пов'язані
- Мітяшкін Акім Гаврилович[ru] — Герой Радянського Союзу, жив у селі.
- Моісеєнко Антоніна Яківна — повний кавалер ордена Трудової Слави, працювала в селі.